# Genrestuk

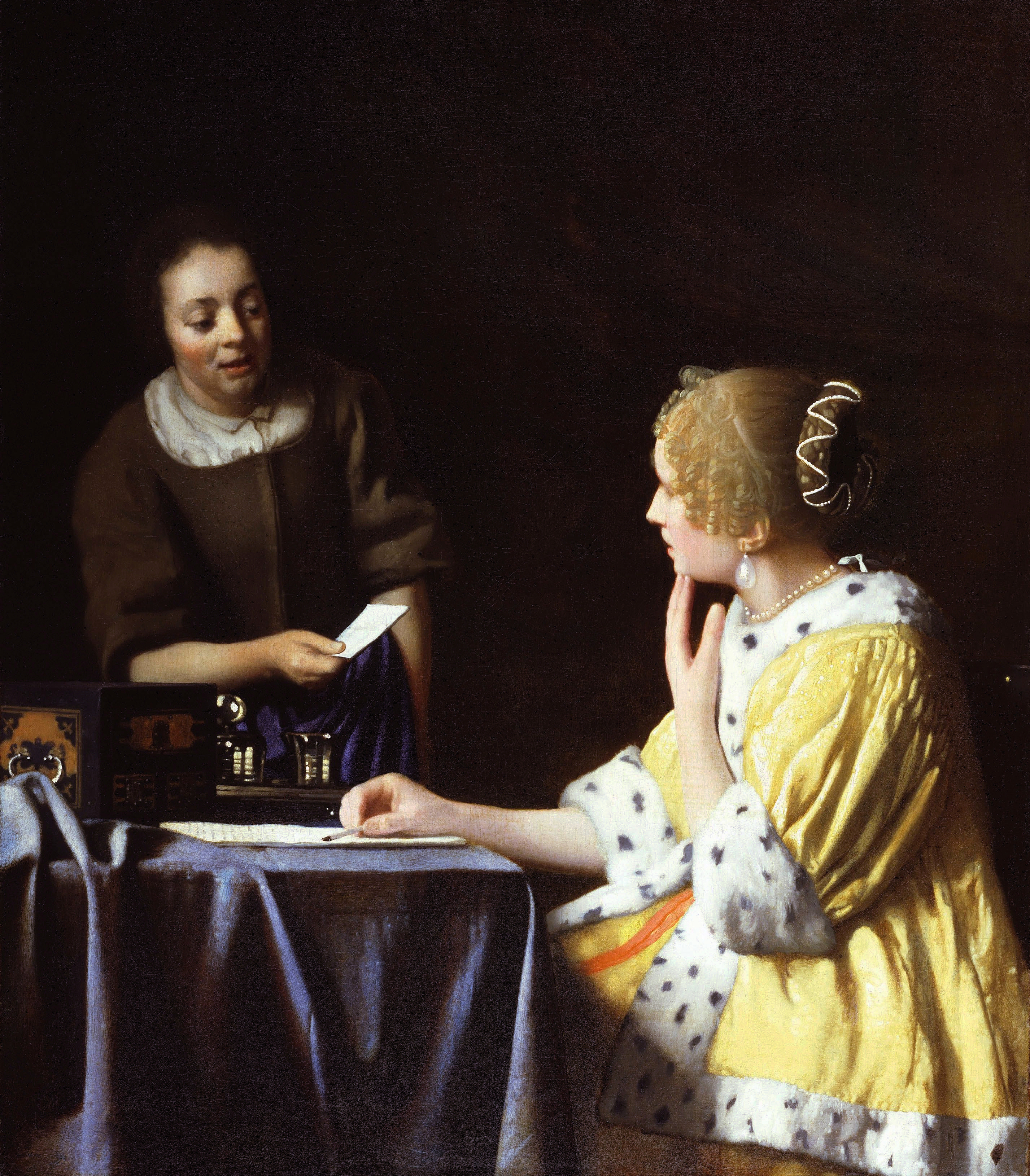
Johannes Vermeer: Dame en dienstbode. New York, Frick Collection

Een genrestuk of genretafereel is een schilderij met een voorstelling uit het dagelijkse leven of uit de alledaagse omgeving. Genre als erkend schilderkundig onderwerp ontstond pas in de 16e eeuw in Brabant, met de schilderijen van Pieter Bruegel de Oude. In Nederland bloeide de genrekunst in de 17e eeuw met werk van onder meer Ter Borch, De Hooch, Vermeer en vele anderen. In de 18e en 19e eeuw werd ook in Frankrijk en Engeland het genrestuk populair. Het genre kreeg die benaming pas in de 19e eeuw.

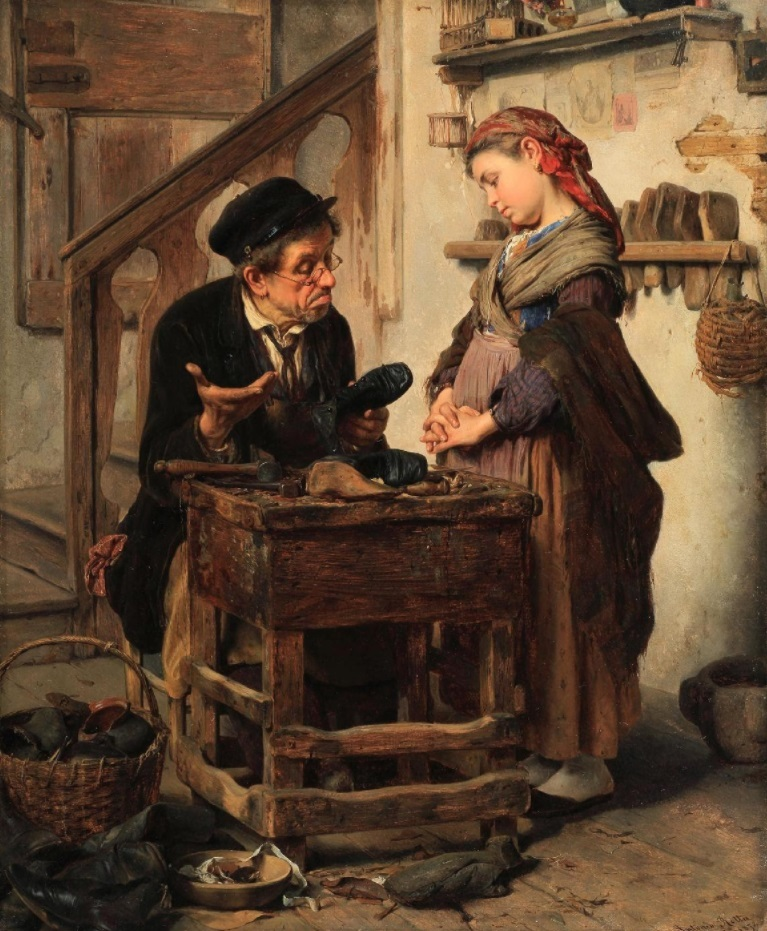
Antonio Rotta, Il caso senza speranza, 1871

De genreschilderkunst is dus al herkenbaar in de late 16e eeuw, maar kende een hoogtepunt in de 19e eeuw. De voorstellingen kunnen gesitueerd zijn in de tijd waarin de kunstschilder in kwestie leefde, maar kunnen evengoed historisch zijn, dus geplaatst in het verleden.
Het aantal onderwerpen is zeer gevarieerd, maar toch zijn er meerdere vaak terugkerende thema's te onderscheiden: huiskamer- en salontaferelen, keukenscènes, markten en herbergen en voorstellingen van figuren uit diverse beroepen. De afgebeelde personen waren meestal anoniem, hoewel er ook gevallen zijn waarin wel bij name bekende personen zich lieten afbeelden bij alledaagse bezigheden. In dat laatste geval spreekt men wel van 'genre-achtige' stukken.
Het genre werd in de Lage Landen bijzonder populair in de 17e eeuw en werd onder meer door Adriaen Brouwer, Willem Buytewech, Jean-Baptiste Siméon Chardin, Dirck Hals, Johannes Vermeer, Frans Hals, Judith Leyster, Gerrit Dou en Jan Steen beoefend. Zij schilderden bijvoorbeeld huiselijke taferelen, feestvierende boeren, vrolijke gezelschappen en kinderen die kattenkwaad uithalen. Vaak zat er in de voorstelling een morele boodschap verborgen.
Deze schilders inspireerden de 18e-eeuwse Franse schilders die ook het alledaagse leven wilden verbeelden, hetzij met een zorgvuldig realisme, zoals bij Chardin, dan wel in de geromantiseerde schilderijen van Watteau.

## Geschiedenis
Hoewel in de betekenis van genrestukken wordt uitgegaan van schilderijen sinds de 16e eeuw, komen in de bredere betekenis van genre-achtige stukken schilderingen voor in de klassieke Griekse, Romeinse en ook Egyptische kunst. Zo is er een afbeelding bekend van farao Achnaton die is weergegeven in gezelschap van zijn vrouw en dochters. Een ander bekend voorbeeld zijn de fresco's van Pompeï.
In engere zin komt het genrestuk ook al voor in middeleeuwse getijdenboeken, waarin zowel wereldse taferelen van boeren die aan het werk zijn op het land worden weergegeven als Bijbelse taferelen waarin bijvoorbeeld de Heilige Familie wordt uitgebeeld in zeer alledaagse situaties, waarbij Jozef getoond wordt als arbeidsman, terwijl Maria met het huishouden doende is en Jezus aan het spelen is.
Het genrestuk kende een grote populariteit in de Gouden Eeuw. De schilderijen in die periode hadden vaak ook een diepere en soms verborgen betekenis, in die zin dat ze voor verschillende uitleg vatbaar waren. Lichtzinnige taferelen (die zeker niet werden geschuwd) konden als vermaak en als vermaning worden geïnterpreteerd.
In de periode van de rococo namen de afbeeldingen soms wellustige en zelfs karikaturale kenmerken aan. In de biedermeiertijd kreeg de gezellige burgerlijkheid de overhand.
In de 19e en 20e eeuw kreeg het genrestuk een extra dimensie. Deze periode wordt onder andere gekenmerkt door de opkomst van het socialisme en daarmee de aandacht voor het lot van de arbeidende klasse. Een bekend voorbeeld van een genrestuk uit deze periode is De aardappeleters van Vincent van Gogh. Italiaanse genreschilders van de negentiende eeuw waren Antonio Rotta en Vincenzo Petrocelli.

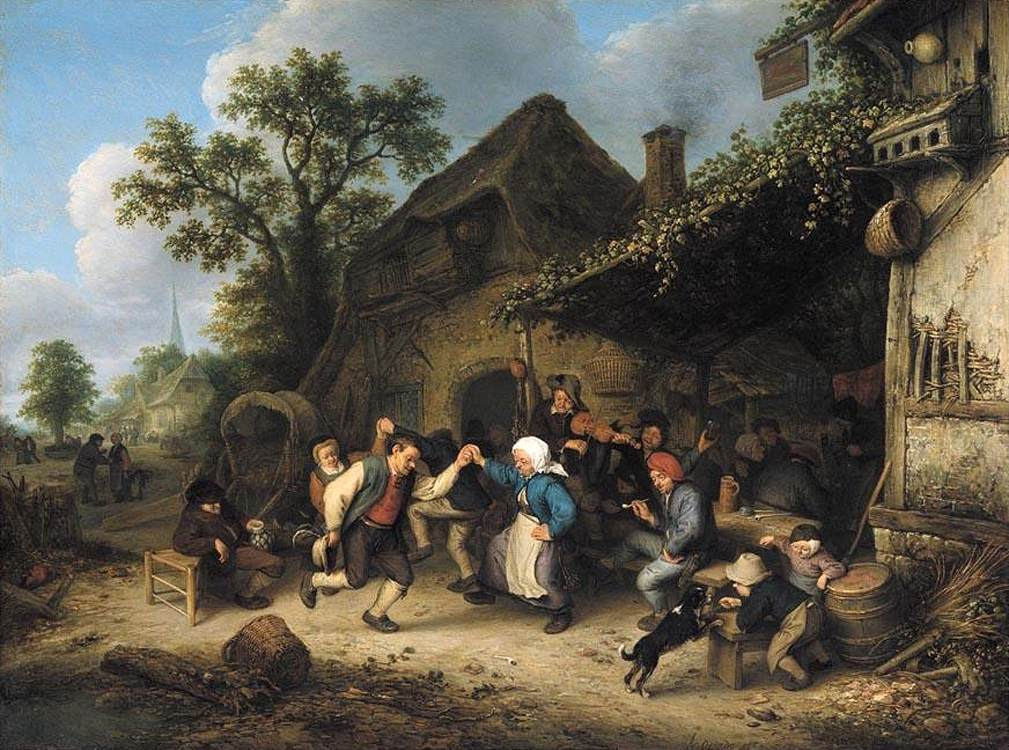
Adriaen van Ostade (17e eeuw)
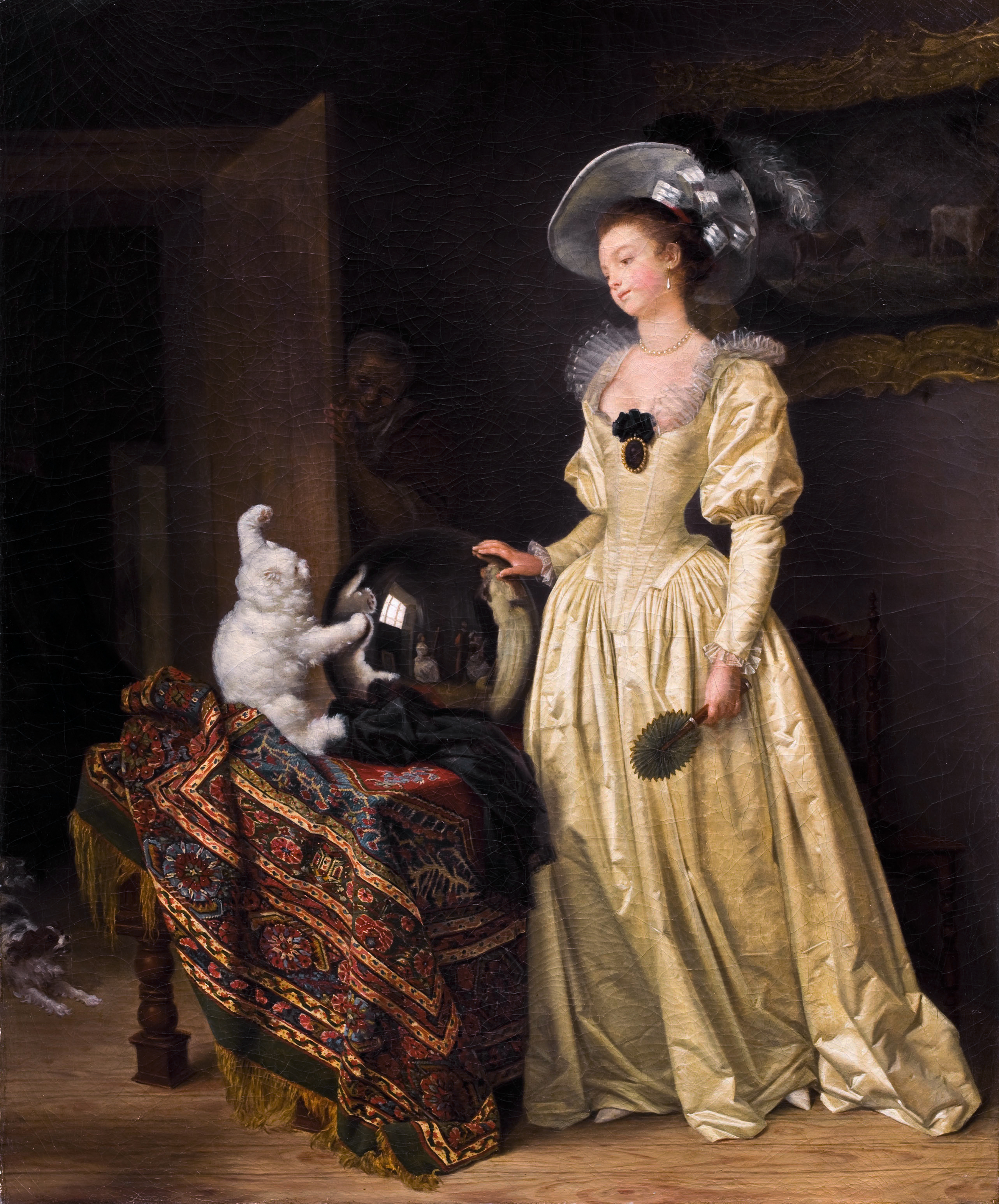
Jean Honoré Fragonard en Marguerite Gérard (18e eeuw)
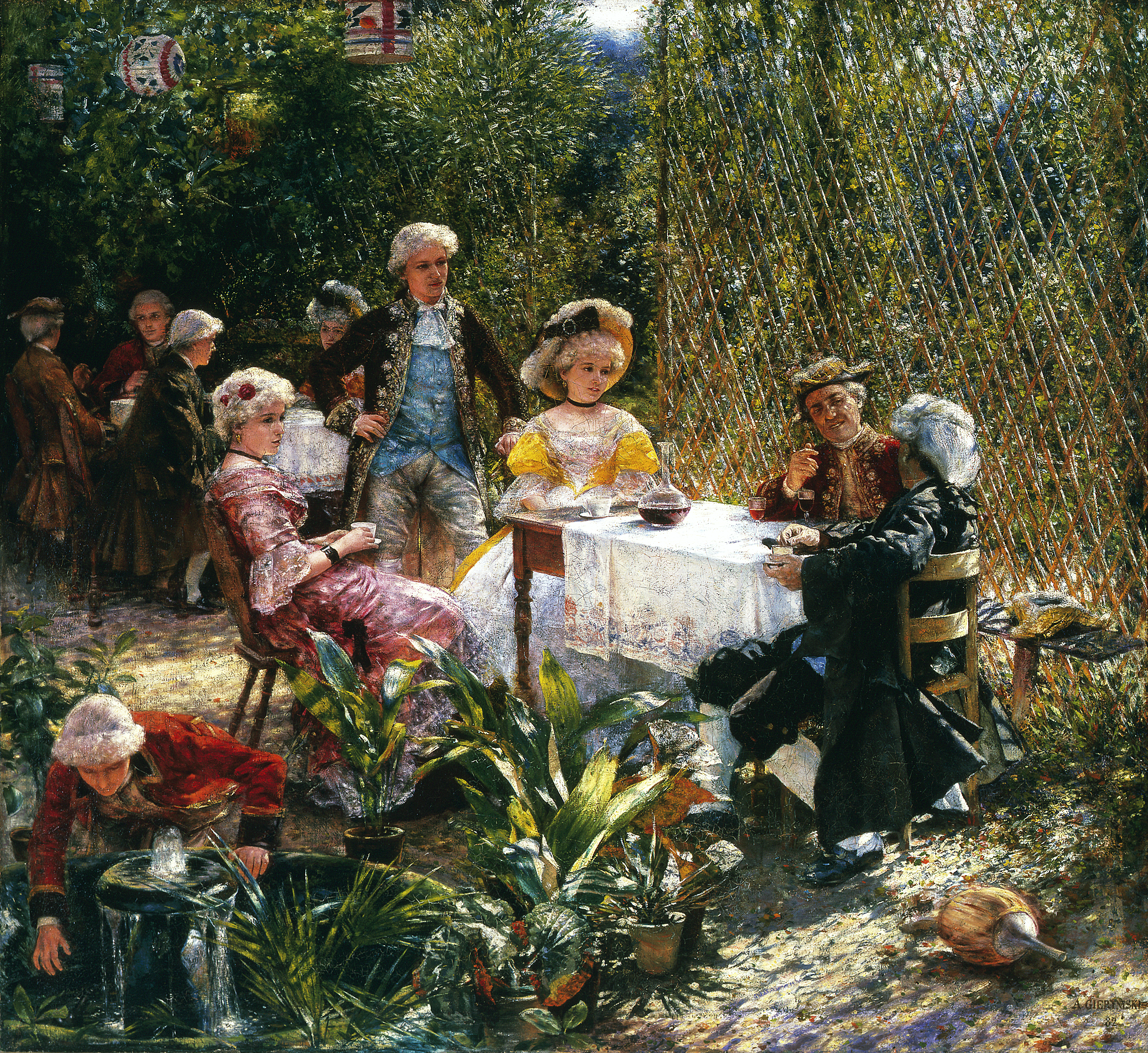
Alexander Gierymski (19 eeuw)
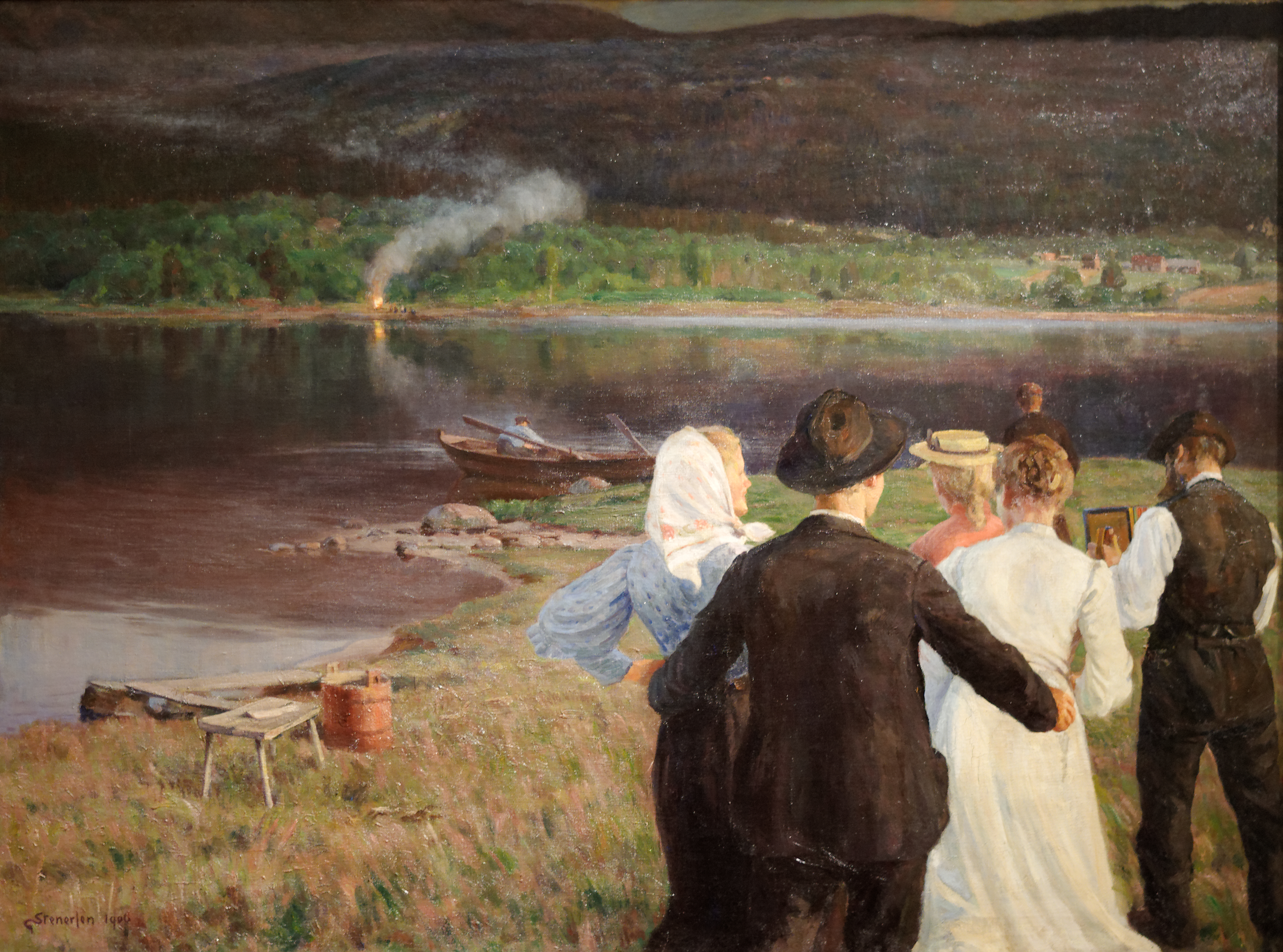
Gudmund Stenersen (20e eeuw)